# Lynk & Co 08

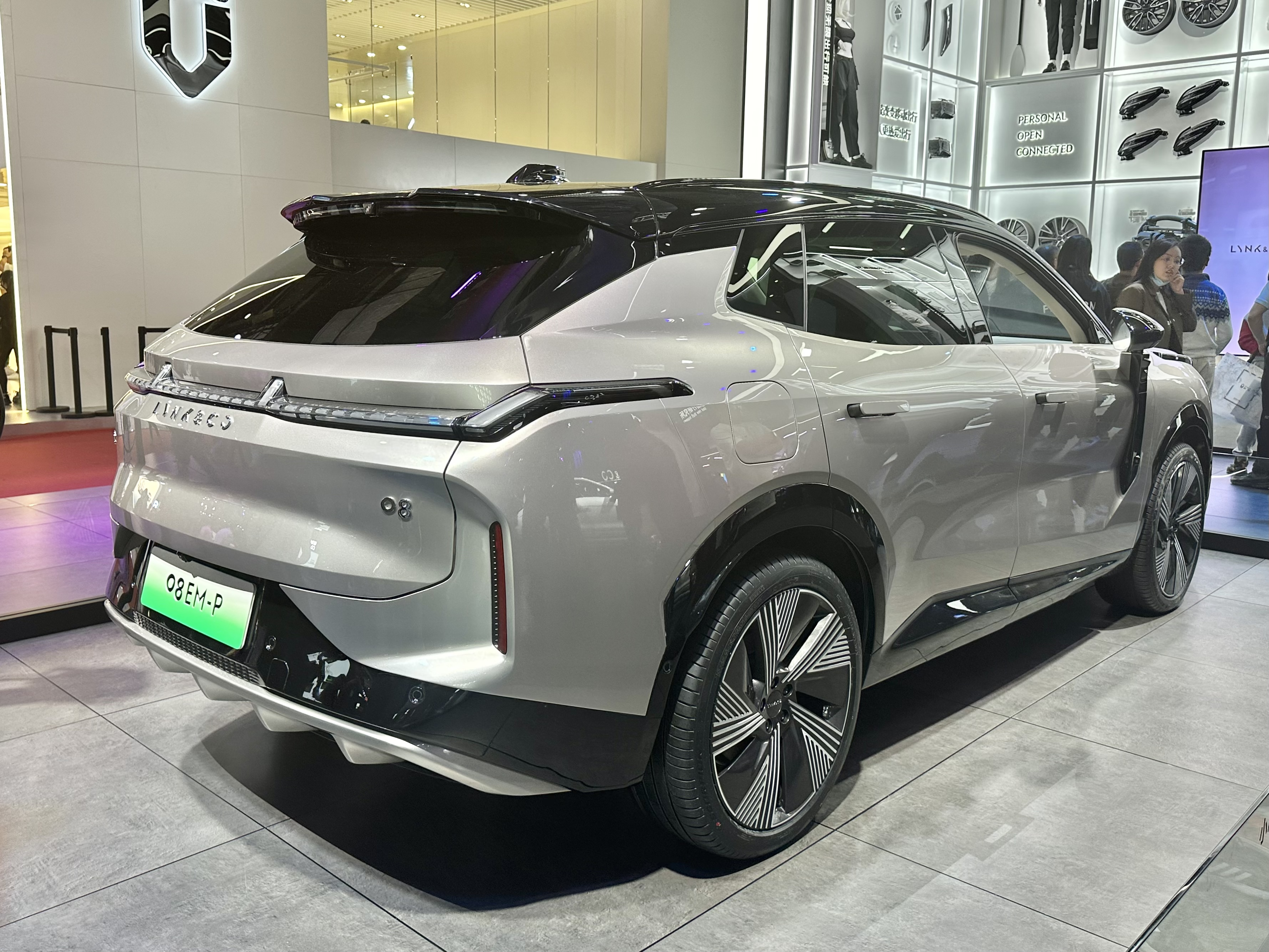
Вид сзади

Lynk & Co 08 — среднеразмерный кроссовер, выпускаемый на платформе CMA с 2023 года.

## История
Автомобиль Lynk & Co 08 впервые был представлен 7 июня 2022 года под названием Lynk & Co The Next Day. Официально модель была представлена 25 марта 2023 года.
Публичный дебют планировался 30 марта 2023 года, однако он был перенесён на 18 апреля 2023 года.

## Особенности
Автомобиль Lynk & Co 08 выпускается на базе Volvo XC40. На платформе CMA 2.0 также выпускаются Lynk & Co 01 и Geely Monjaro.
Передние ДХО подняты наверх, но в то же время они объединены в h-образные блоки, простираясь до лобового стекла. На приборной панели присутствует два сенсорных экрана. Мультимедийная система имеет операционную систему Flyme Auto. Электронные замки открываются с помощью клавиш. Автомобиль оснащён панорамной крышей и аудиосистемой Harman Kardon с 32 динамиками.
Автомобиль оснащён двигателем JLH-3G15TD и электродвигателем.